# Maaradactylus
Maaradactylus es un género extinto de pterosaurio anhanguérido cuyos fósiles se han encontrado en rocas del Cretácico Inferior del noreste de Brasil. 
Maaradactylus está basado en el espécimen holotipo MPSC R 2357 del Museu Paleontologico de Santana do Cariri, conformado por un cráneo, un atlas y un axis descubiertos en 2010 en la Formación Romualdo que data del Aptiense — Albiense en el Sítio São Gonçalo, Santana do Cariri, estado de Ceará, en la Cuenca de Araripe de Brasil. Este cráneo, uno de los mayores cráneos de anhanguéridos de la cuenca y que indica una envergadura de cerca de seis metros, tiene una cresta relativamente alta que corre a lo largo de la línea media del premaxilar, el cual compone la mayor parte de la región superior del pico, y posee 35 pares de dientes en el maxilar. 
Maaradactylus fue descrito por Renan Bantim y colaboradores en 2014. La especie tipo es Maaradactylus kellneri. El nombre del género se refiere a Maara, un personaje de las leyendas del pueblo Cariri que era la hija de un jefe, que pasó a ser por medio de un hechizo un monstruo de río con largos dientes, que devoraba a los pescadores. El sufijo ~dactylus es común en los nombres de los pterosaurios y se deriva del término griego δάκτυλος, daktylos, "dedo", en referencia al alargado cuarto dedo del ala. El nombre de la especie es en homenaje de Alexander Kellner, uno de los más renombrados expertos en pterosaurios de Brasil.